# Une dame de qualité
Pour les articles homonymes, voir A Lady of Quality.
Pour plus de détails, voir Fiche technique et Distribution.
Une dame de qualité (A Lady of Quality) est un film américain réalisé par Hobart Henley, sorti en 1924.

## Fiche technique
- Titre original : A Lady of Quality
- Réalisation : Hobart Henley

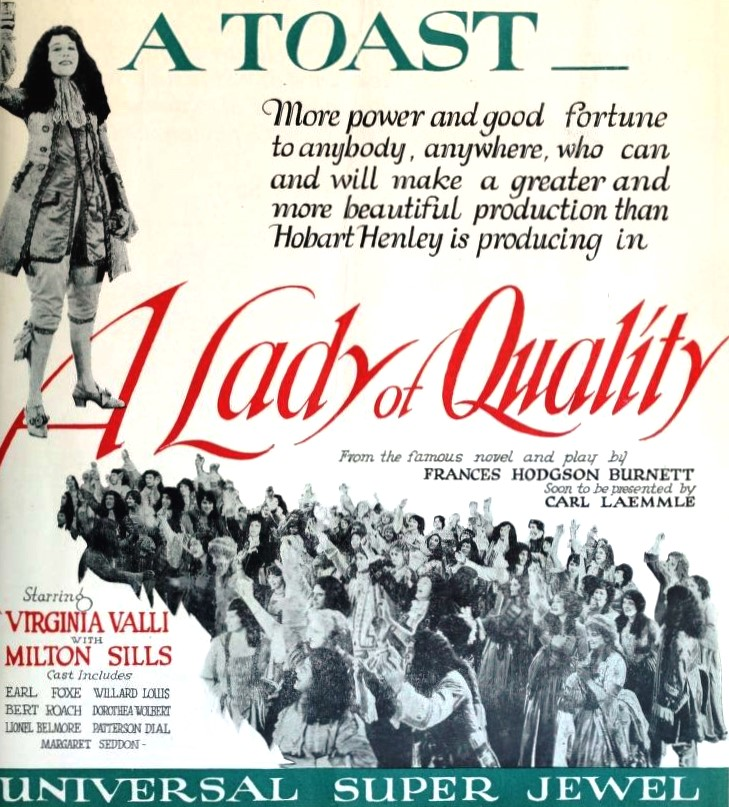
Annonce pour le film dans le magazine Film Daily.

- Scénario : Arthur Ripley, Marian Ainslee, d'après le roman A Lady of Quality de Frances Hodgson Burnett[1]
- Producteur : Carl Laemmle
- Photographie : John Stumar
- Distributeur : Universal Pictures
- Pays de production :  États-Unis
- Durée : 9 bobines
- Date de sortie :
  - États-Unis : 14 janvier 1924
  - France : 15 août 1924

## Distribution
- Virginia Valli : Clorinda Wildairs
- Earle Foxe : Sir John Oxen
- Milton Sills : Gerald Mertoun, Duc d'Osmonde
- Lionel Belmore :  Sir Geoffrey Wildairs
- Margaret Seddon : Lady Daphne Wildairs
- Peggy Cartwright : Clorinda, 6 ans
- Florence Gibson : Dame Passett
- Dorothea Wolbert : Mistress Wimpole
- Bert Roach : Sir Christopher Crowell
- Leo White : Sir Humphrey Ware
- George B. Williams : Lord Porkish
- Willard Louis : Tavern Keeper
- Patterson Dial : Annie Wildairs